# Font de Can Borni
La Font de Can Borni és una font natural de la serra de Collserola, situada al camí homònim, davant de l'entrada als Jardins del Viver de Can Borni, al barri de Sant Genís dels Agudells de Barcelona.
La forma actual és dels inicis dels anys 90. El frontal és de pedra llicorella, coronat per un semi-arc de totxo massís. A la banda esquerra hi ha un banc sinuós de trencadís blanc i a l'altra banda una gran jardinera, també de llicorella. El paviment, també de pedra llicorella enllaça en forma d'arc tots els elements. La font és de mina, raja contínuament durant tot l’any abundant aigua fresca, arribant a desbordar-se per la pròpia porta en episodis de fortes pluges. L'aigua va a una pica, també formada en pedra, que acaba canalitzada cap a la bassa dels Jardins del Viver de Can Borni, amb la que es reguen les zones enjardinades del viver. La darrera intervenció de conservació data de l'any 2020.